# Океанос
MTS Oceanos — «Океанос» — греческий круизный лайнер, ставший широко известным в результате крушения 4 августа 1991 года вблизи берегов ЮАР.

## Описание судна
Год постройки — 1952;
водоизмещение — 14000 брутто-тонн;
длина −153 м;
ширина — 20 м;
скорость 18 узлов;
Пассажировместимость — 550 чел.

## Крушение
3 августа 1991 года, за день до катастрофы, совершая круизный рейс, «Oceanos» покинул порт Ист-Лондон (East London, ЮАР) и пошёл на север в направлении Дурбана. Погодные условия были плохие. Судно столкнулось с ветром в 40 узлов и волнами до 9 метров.
Около 21:30 по UTC+2 внутрь судна стала поступать вода. Механик судна сообщил капитану Янису Авраниосу (Yanis Avranios), что вода поступает в корпус судна и затапливает генераторную. В целях предотвращения короткого замыкания судовые генераторы были заглушены и «Oceanos» лёг в свободный дрейф. В связи с тем, что электропитание судна было отключено, не работали защитные клапаны и судно стало наполняться водой прямо через канализационные системы (туалеты, душ и т. п). Команда судна во время происшествия оказалась в панике, пассажиры о происходящем проинформированы не были. На этот момент, по свидетельству многих участников событий, экипаж, включая самого капитана Авраноса, был собран и готов к эвакуации, не проявляя заботу о судьбе пассажиров.

## Спасательная операция
В процессе затопления судна капитан корабля и команда самоустранились от выполнения своих обязанностей по спасению пассажиров; даже сигнал SOS был подан не членом экипажа, а Моссом Хиллсом (Moss Hills), который входил в состав команды аниматоров и культурной программы круиза. Тем не менее, 7-часовая спасательная операция, произведённая силами ВМФ и ВВС ЮАР, прошла полностью успешно — все 571 человек с борта были эвакуированы. Эвакуация производилась и вертолётами (всего было задействовано от 13 до 16 машин, снято с палубы 225 пассажиров и членов экипажа). Опустевший корабль затонул через 18 часов с начала бедствия.

## Текущее положение
На данный момент останки корабля лежат на глубине около 90 метров в пяти километрах от береговой линии. Иногда на затонувший «Океанос» спускаются аквалангисты.